# Lago Onega
O lago Onega (em russo Онежское озеро) é o segundo maior lago da Europa em extensão, depois do lago Ladoga. Situa-se a noroeste da Rússia europeia, na República da Carélia, oblast de Leningrado e oblast de Vologda. A sua superfície é de 9 616 km², comprimento de 248 km (de norte a sul) e largura de 91,6 km. A superfície da água está a 33 m abaixo do nível do mar, e a sua profundidade máxima é de 127 m. Contém centenas de ilhas e ilhotas, sendo a mais conhecida Kizhi, que contém um conjunto de igrejas em madeira (Kizhi Pogost) classificado pela UNESCO na lista de Património Mundial.
Ao lago afluem dezenas de rios. O seu emissário, o rio Svir, desagua no lago Ladoga. 
Assim, o lago está ligado indirectamente ao mar Branco pelo Duína do Norte, ao mar Cáspio e ao mar Negro pelo rio Volga, e ao mar Báltico pelo Svir. Todas estas vias fluviais permitem um tráfego importante na economia da Rússia.
A maior cidade situada nas margens do Onega é Petrozavodsk, capital da Carélia.

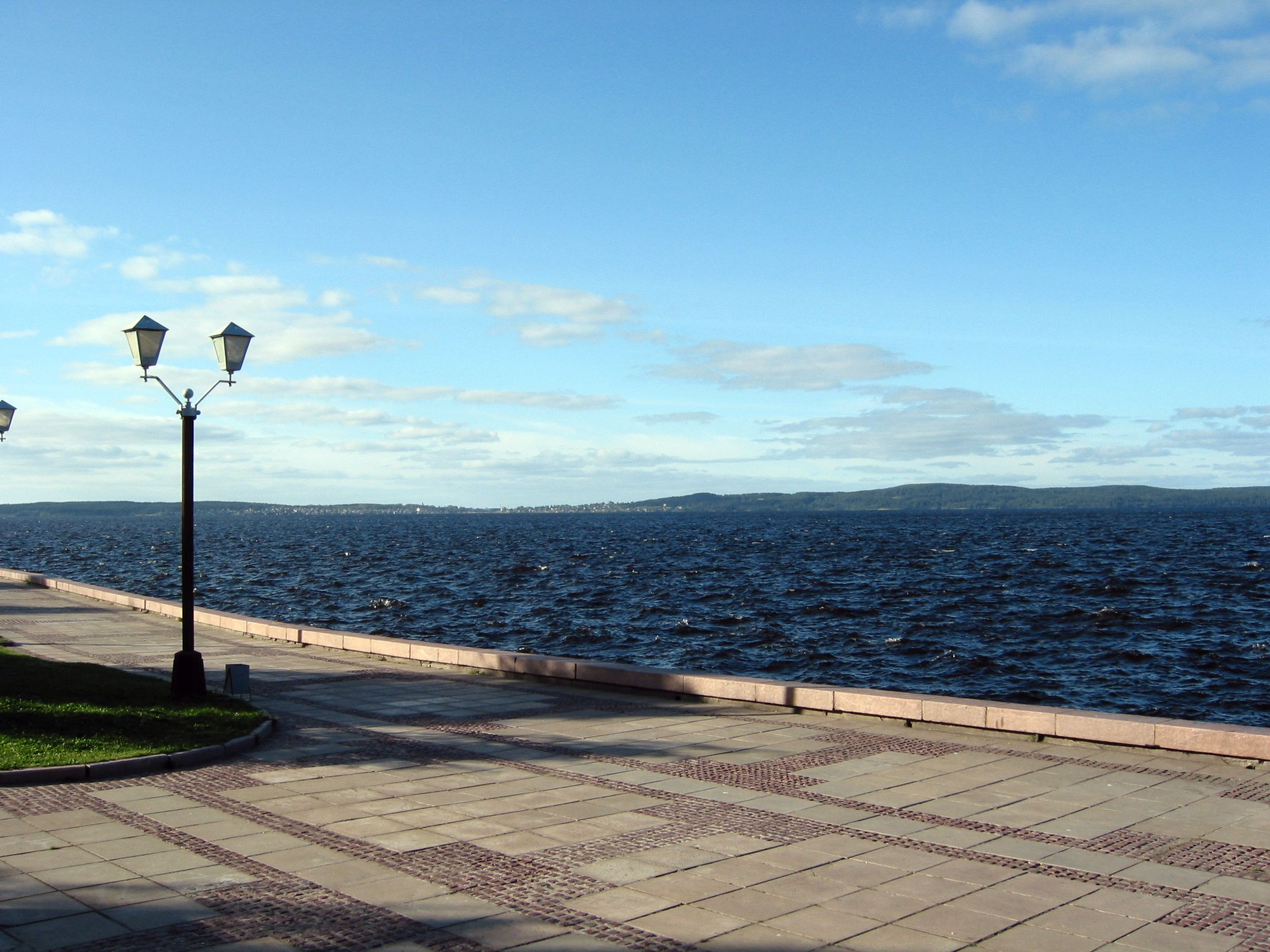
Lago Onega